# 中国梦想秀
《中国梦想秀》是浙江卫视的一档综艺节目，第一季与第二季的节目模式为购买自英国BBCW的电视节目《就在今夜》，而第三季开始的节目模式为自创模式。节目是巨资打造的一档由明星给平民惊喜、帮平民圆梦的大型公益活动。首期节目于2011年4月2日晚开播，第一季和第二季的播出时间是每周六21:21，第三、四、五、六、七季的播出时间都是每周五21:10，第八季的播出时间是每周六21:10，2015年2月25日起，《中国梦想秀》改版，由以往几季的周播形式改为日播，第九季的播出时间是每周一至周四21: 30， 第十季的播出时间是每周日21: 10。

## 节目简介
生活中有这样一些小小人物，他们平凡的人生中始终怀揣着不平凡的梦想，他们对某一个明星、对某一首歌、对某一门艺术始终怀着百分百的真诚热爱和美妙憧憬。他们也许曾经经历小小灰心、淡淡沮丧，他们甚至遭遇疾风骤雨、崎岖坎坷，但正是那份不变的热爱和憧憬激励他们相信生活终有一天可以变得更美好……于是，他们始终梦想着有一天能登上舞台，自信满满，成为闪亮主角！《中国梦想秀》就是给到平民一个最华丽的舞台。

## 节目形式
第一季和第二季节目比较简单，主要是由明星们帮助平凡的追梦人圆他们的梦想。
第三季开始加入公益元素，明星效应被淡化，追梦人正式成为主角。他们先要做出不同的才艺表现，接着说出自己的梦想，然后由现场三百名「梦想观察员」即场投票，达到一定票数才算通过，最高票数的24名追梦人才有机会圆梦。「梦想大使」周立波亦在第三季亮相，他的角色主要是透过对话让「梦想观察员」和观众更了解追梦人的背景和追梦原因，更握有推返梦想观察团投票结果的权利。
第五季开始「梦想观察员」加入了各大公益企业代表和名人，能够让追梦人即场圆梦。
此外，第四季和第五季的最後一集均为现场直播的大型秀《梦想盛典》，让最高票数或受欢迎的追梦人能重返舞台，更会邀请明星嘉宾到场支持和表演。

## 收视
《中国梦想秀》连续做了十季，一直保持高收视率。以第五季为例，在每周五晚这个综艺节目厮杀分外激烈的时段，力压《天天向上》、《中国最强音》连续拿下同时段收视冠军。有人评价《中国梦想秀》是全国最具正能量的电视节目。

## 社会影响
随着《中国梦想秀》的知名度越来越高，一些人开始利用节目组的名号发送手机短信来进行诈骗。
一些参赛选手经常出现于各大电视台的选秀舞台，利用舞台为自己谋取名声和利益。

## 事件
2014年4月8日，內地知名社交網新浪微博用戶 @八哥专用 發表一段聲稱為中國夢想秀成都海選的視頻，片段內兩名自稱是中韓組合EXO成員鹿晗歌迷的參加者在舞台上高呼對偶像的支援口號，此事引起大眾網民關注。同日下午，有鹿晗歌迷發表博文指片段內容並非真實，該節目製作人刘磊在日前邀請鹿晗歌迷合作不成後，聘用群眾演員偽裝成鹿晗歌迷作出誇張無禮舉動以引起大眾關注。事件被質疑節目組借EXO的知名度作出抹黑及炒作，以及違反內地廣電總局對選秀節目所作出的管理細則。

## 节目变迁
| 马来西亚 八度空间 星期五 21:30 - 23:30                | 马来西亚 八度空间 星期五 21:30 - 23:30                | 马来西亚 八度空间 星期五 21:30 - 23:30 |
| ----------------------------------------------------- | ----------------------------------------------------- | -------------------------------------- |
|                                                       | 中国梦想秀（第10季） （2018年4月20日 - 2018年7月6日） |                                        |
| 王牌对王牌 第3季 （2018年2月2日 - 2018年4月13日）     | 2018中国好声音 （2018年7月13日 - 2018年10月12日）     |                                        |
| 新加坡 新传媒U频道 星期六 19:00 - 20:30               |                                                       |                                        |
| 我想和你唱 (第二季) （2018年4月14日 - 2018年6月30日） | 中国梦想秀（第10季） （2018年7月7日 - 2018年9月22日） | （2018年9月29日）                      |